# Washington Redskins 1955
La stagione 1955 dei Washington Redskins è stata la 24ª della franchigia nella National Football League e la 18ª a Washington. Sotto la direzione del capo-allenatore Joe Kuharich la squadra ebbe un record di 8-4, terminando seconda nella NFL Eastern e mancando i playoff per il decimo anno consecutivo. 

## Calendario
| Stagione regolare |              |                        |           |        |                             |          |         |
| Turno             | Data         | Avversario             | Risultato | Record | Stadio                      | Pubblico | Sintesi |
| 1                 | 25 settembre | at Cleveland Browns    | V 27–17   | 1–0    | Cleveland Municipal Stadium | 30,041   | Recap   |
| 2                 | 1º ottobre   | at Philadelphia Eagles | V 31–30   | 2–0    | Connie Mack Stadium         | 31,891   | Recap   |
| 3                 | 9 ottobre    | Chicago Cardinals      | S 10–24   | 2–1    | Griffith Stadium            | 26,337   | Recap   |
| 4                 | 16 ottobre   | Cleveland Browns       | S 14–24   | 2–2    | Griffith Stadium            | 29,168   | Recap   |
| 5                 | 23 ottobre   | at Baltimore Colts     | V 14–13   | 3–2    | Memorial Stadium            | 51,387   | Recap   |
| 6                 | 30 ottobre   | at New York Giants     | S 7–35    | 3–3    | Polo Grounds                | 17,402   | Recap   |
| 7                 | 6 novembre   | Philadelphia Eagles    | V 34–21   | 4–3    | Griffith Stadium            | 25,741   | Recap   |
| 8                 | 13 novembre  | San Francisco 49ers    | V 7–0     | 5–3    | Griffith Stadium            | 25,112   | Recap   |
| 9                 | 20 novembre  | at Chicago Cardinals   | V 31–0    | 6–3    | Comiskey Park               | 16,901   | Recap   |
| 10                | 27 novembre  | at Pittsburgh Steelers | V 23–14   | 7–3    | Forbes Field                | 21,760   | Recap   |
| 11                | 4 dicembre   | New York Giants        | S 20–27   | 7–4    | Griffith Stadium            | 28,556   | Recap   |
| 12                | 11 dicembre  | Pittsburgh Steelers    | V 28–17   | 8-4    | Griffith Stadium            | 20,547   | Recap   |

Nota: gli avversari della propria division sono in grassetto.

## Classifiche
| NFL Eastern         |   |   |   |      |       |     |     |     |
|                     | V | S | P | %    | DIV   | PF  | PS  | STR |
| Cleveland Browns    | 9 | 2 | 1 | .818 | 7–2–1 | 349 | 218 | V2  |
| Washington Redskins | 8 | 4 | 0 | .667 | 6–4   | 246 | 222 | V1  |
| New York Giants     | 6 | 5 | 1 | .545 | 4–5–1 | 267 | 223 | V2  |
| Philadelphia Eagles | 4 | 7 | 1 | .364 | 4–5–1 | 248 | 231 | S1  |
| Chicago Cardinals   | 4 | 7 | 1 | .364 | 3–6–1 | 224 | 252 | S2  |
| Pittsburgh Steelers | 4 | 8 | 0 | .333 | 4–6   | 195 | 285 | S7  |

Note: I pareggi non venivano conteggiati ai fini della classifica fino al 1972.